# Arquitetura budista japonesa
|  |  |  |

|  |  |  |

A arquitetura budista japonesa, presente nos templos budistas do Japão, consiste de variantes de estilos arquitetônicos chineses desenvolvidos localmente. Após a chegada do budismo no continente pelos Três Reinos da Coreia no séc. VI, um esforço foi feito para reproduzir as construções originais na medida do possível, mas, gradualmente, versões locais dos estilos foram desenvolvidas não só para satisfazer aos gostos nipônicos como para solucionar problemas causados pelo clima local, dado que este era mais chuvoso e úmido que o clima chinês. As primeiras seitas budistas foram as Seis Seitas de Nara (Nanto Rokushū), sucedidas no período Heian pelas escolas Shingon e Tendai. Mais tarde, durante o período Kamakura, surgiu na cidade homônima a escola Jōdo-shū, assim como a seita nativa japonesa Nichiren-shū. Logo mais, a vinda da tradição Zen da China influenciaria fortemente todas as outras seitas de várias maneiras, incluindo a arquitetura. A composição social dos seguidores do budismo também seria modificada radicalmente. Inicialmente, o budismo era a religião da elite, mas vagarosamente espalhou-se aos nobres, e então aos guerreiros, comerciantes, e finalmente à população geral. No lado técnico, novas ferramentas de marcenaria, como a serra e a plaina permitiram novas soluções arquitetônicas.
Templos budistas e santuários xintoístas compartilham características básicas e muitas vezes apenas são diferenciados por detalhes vistos somente por especialistas. Essa similaridade ocorre porque a diferença nítida entre os templos budistas e os santuários xintoístas é recente, datando da política de separação do budismo e do xintoísmo (shinbutsu bunri) do período Meiji, em 1868. Antes da Restauração Meiji, era comum a construção de um templo budista no interior ou nas proximidades de um santuário xintoísta, assim como era comum um santuário possuir sub-templos budistas. Se um santuário alojasse um templo budista, receberia o nome de santuário-templo (神宮寺, jingū-ji). De forma análoga, templos de todo o Japão adotavam o kami chinju (鎮守/鎮主) e construíam santuários dentro de seus arredores para abrigá-los. Após a forçada separação de templos e santuários ordenada pelo novo governo, a conexão entre as duas religiões havia sido definitivamente rompida, mas continuou, no entanto, na prática e ainda é visível até hoje.
A arquitetura budista no Japão durante toda sua história absorveu muito dos melhores recursos naturais e humanos disponíveis. Especialmente entre os séculos VIII e XVI, levou ao desenvolvimento de novos recursos estruturais e ornamentais. Por essas razões, sua história é vital para o entendimento não só da arquitetura budista mas como da arte japonesa em geral.

## Características gerais

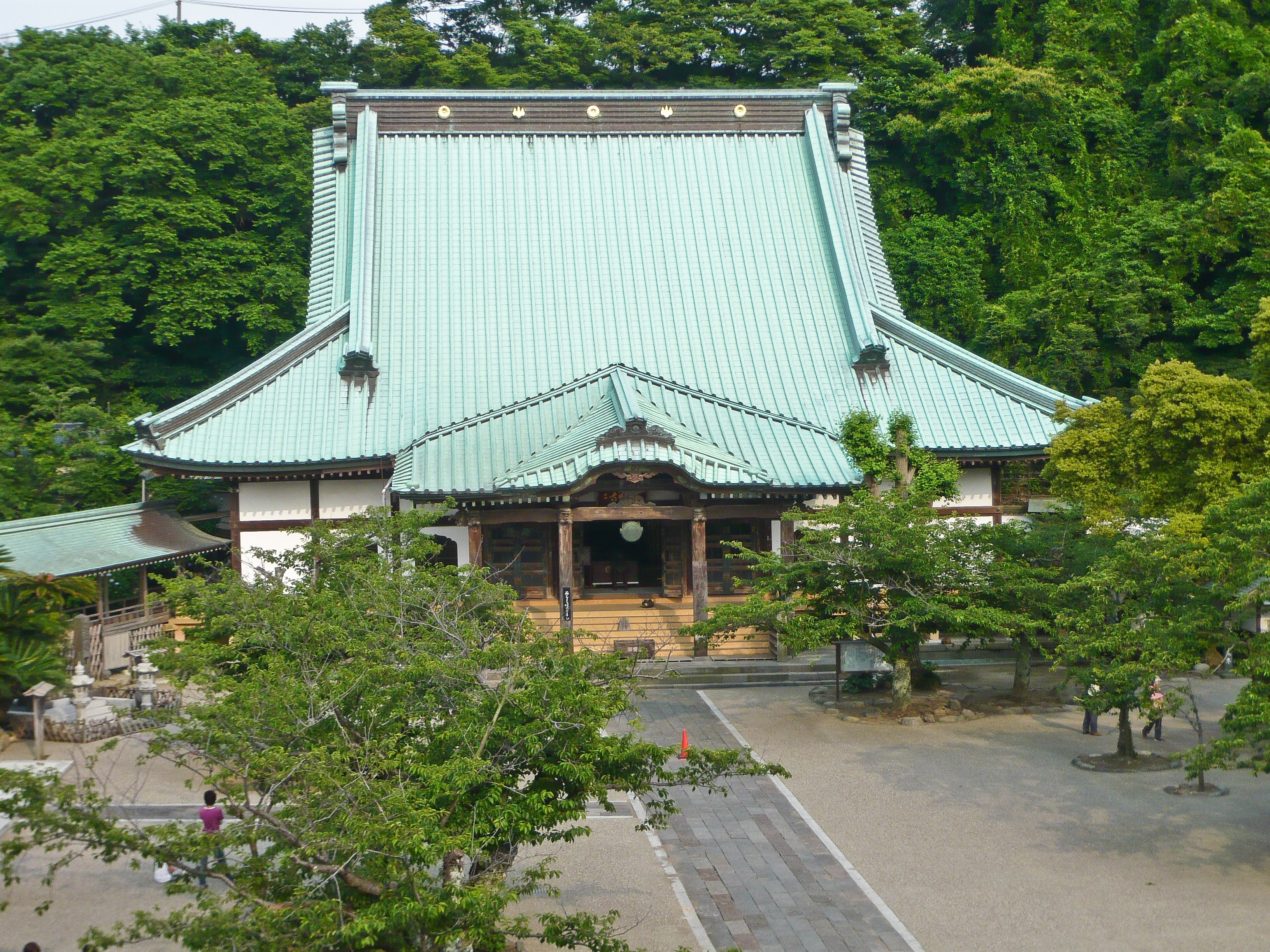
O telhado é a característica predominante de um templo budista.

A arquitetura budista no Japão não é nativa, sendo assim importada da China e de outras culturas asiáticas ao longo dos séculos com tal constância que os estilos de construção de todas as Seis Dinastias podem ser notados. Sua história é, consequentemente, dominada por estilos e técnicas chinesas (presentes até no Santuário de Ise, considerado o mais importante da arquitetura japonesa) de um lado, e por suas variações originárias do Japão do outro.
Em parte devido à variedade climática japonesa e ao milênio englobado entre a primeira e a última importação de culturas, o resultado é extremamente heterogêneo. No entanto, várias características universais podem ser encontradas. Em primeiro lugar está a escolha de materiais, sempre de madeira (tábuas, palha, casca de árvore, etc.) na maioria das estruturas. Ao contrário da arquitetura ocidental ou chinesa, evita-se o uso da pedra, sendo usada apenas em casos específicos, como em pagodes.
Em geral, a estrutura é sempre a mesma: colunas e linteis sustentam um grande telhado suavemente curvado, enquanto as paredes, finas como papel, são muitas vezes móveis. Arcos e telhados em forma de barril são completamente ausentes. Curvas de gabletes e beirais são mais suaves do que na China, e êntases (convexidade no centro), limitadas.
O telhado é o componente mais visualmente impressionante, muitas vezes constituindo metade do tamanho do edifício. Os beirais avançam muito mais além das paredes, servindo como cobertura das varandas. Seu peso deve, portanto, ser suportado por um complexo sistema chamado de tokyō (斗栱). Esses beirais dão ao interior uma escuridão característica, contribuindo à atmosfera do templo. O interior do edifício normalmente consiste de uma só sala no centro, chamada de moya (母屋), a partir da qual podem partir outros espaços menos importantes, como corredores chamados de hisashi (庇).
As divisões internas do espaço são fluidas, salas podem ser modificadas com o uso de painéis ou paredes shōji (障子). Assim, o enorme espaço oferecido pelo hall principal pode ser alterado para satisfazer quaisquer necessidades momentâneas. A separação entre o interior e o exterior é, em certa medida, não absoluta, permitindo que paredes inteiras possam ser removidas para abrir o templo a visitantes. Varandas parecem ser parte do edifício para alguém do lado de fora, mas parte do mundo externo para alguém do lado de dentro. As estruturas são, portanto, parte de seu ambiente. O uso de módulos de construção mantém constante as proporções entre as partes do edifício, preservando sua harmonia geral.
Mesmo em construções como Nikkō Tōshō-gū, onde todo espaço disponível é extremamente decorado, a ornamentação tende a seguir, enfatizando estruturas básicas ao invés de escondê-las.
Sendo compartilhadas tanto pela arquitetura sagrada quanto pela profana, essas características arquitetônicas facilitaram a conversão de um edifício qualquer em um templo. Isso aconteceu em Hōryū-ji, onde uma nobre mansão foi transformada em um edifício religioso.